# Przejazd (Miłomłyn)
Przejazd (deutsch Sonnenhof) ist ein Ort in der polnischen Woiwodschaft Ermland-Masuren. Er ist ein Teil der Stadt Miłomłyn (deutsch Liebemühl) im Powiat Ostródzki (Kreis Osterode in Ostpreußen).

## Geographische Lage
Przejazd liegt an der westlichen Stadtgrenze von Miłomłyn am Oberländischen Kanal (polnisch Kanał Elbląski) im Westen der Woiwodschaft Ermland-Masuren, zwölf Kilometer nordwestlich der Kreisstadt Ostróda (Osterode in Ostpreußen).

## Geschichte
Der Ort Sonnenhof, bis zum 17. Januar 1848 Abbau Dräger genannt, bestand in seinem Kern lediglich aus einem großen Hof. Bis 1945 war er in die Stadtgemeinde Liebemühl im Kreis Osterode in Ostpreußen eingegliedert.
Mit der Stadt Liebemühl innerhalb des gesamten südlichen Ostpreußen wurde Sonnenhof 1945 in Kriegsfolge an Polen überstellt. Der Ort erhielt die polnische Namensform „Przejazd“ und ist heute „część miasta Miłomłyn“ (= ein „Teil der Stadt Miłomłyn“) im Powiat Ostródzki (Kreis Osterode in Ostpreußen), bis 1998 der Woiwodschaft Olsztyn, seither der Woiwodschaft Ermland-Masuren zugehörig.

## Kirche
Bis 1945 war Sonnenhof in die evangelische Pfarrkirche Liebemühl in der Kirchenprovinz Ostpreußen der Kirche der Altpreußischen Union, außerdem in die römisch-katholische Kirche Liebemühl eingegliedert. Zur katholischen St.-Bartholomäus-Kirche Miłomłyn im Bistum Elbląg gehört Przejazd auch heute. Die evangelischen Einwohner orientieren sich zur Kirche in Ostróda.

## Verkehr
Przejazd liegt an einer Nebenstraße, die von Zalewo (Saalfeld) über Boreczno (Schnellwalde) bis nach Miłomłyn führt. Eine Anbindung an  den Bahnverkehr besteht heute nicht mehr.